# Thuin
Thuin (valonă Twin) este un oraș francofon din regiunea Valonia din Belgia. Comuna Thuin este formată din localitățile Thuin, Biercée, Biesme-sous-Thuin, Donstiennes, Gozée, Leers-et-Fosteau, Ragnies și Thuillies. Suprafața sa totală este de 76,17 km². La 1 ianuarie 2008 comuna avea o populație totală de 14.675 locuitori. 
Comuna Thuin se învecinează cu comunele Beaumont, Fontaine-l'Évêque, Ham-sur-Heure-Nalinnes, Lobbes, Merbes-le-Château, Montigny-le-Tilleul și Walcourt.

## Localități înfrățite
- Italia: Torgnon;
- Franța: Bletterans;
- Franța: Chamboulive - cu localitatea Gozée.